# 1.ª etapa de la Vuelta a España 2019
La 1.ª etapa de la Vuelta a España 2019 tuvo lugar el 24 de agosto de 2019 y consistió en una contrarreloj por equipos en Torrevieja sobre un recorrido de 13,4 km. La etapa fue ganada por el equipo kazajo Astana Pro Team. El colombiano Miguel Ángel López, al ser el primer ciclista del equipo en cruzar la línea de meta, se convirtió en el primer líder de la carrera.

## Clasificación de la etapa
| \| Clasificación de la etapa \| Clasificación de la etapa \| Clasificación de la etapa \| Clasificación de la etapa \| Clasificación de la etapa \| Clasificación de la etapa \| \| Equipo \| Equipo \| Tiempo \| Diferencia \| Promedio \| \| \| ------------------------- \| ------------------------- \| ------------------------- \| ------------------------- \| ------------------------- \| ------------------------- \| \| 1.º \| Astana \| 14 min 51 s \| 0 s \| 54.141 km/h \| \| \| 2.º \| Deceuninck-Quick Step \| 14 min 53 s \| + 2 s \| 54.020 km/h \| \| \| 3.º \| Team Sunweb \| 14 min 56 s \| + 5 s \| 53.839 km/h \| \| \| 4.º \| EF Education First \| 14 min 58 s \| + 7 s \| 53.719 km/h \| \| \| 5.º \| Bora-hansgrohe \| 15 min 04 s \| + 13 s \| 53.363 km/h \| \| \| 6.º \| CCC Team \| 15 min 06 s \| + 15 s \| 53.245 km/h \| \| \| 7.º \| Movistar Team \| 15 min 07 s \| + 16 s \| 53.186 km/h \| \| \| 8.º \| Groupama-FDJ \| 15 min 07 s \| + 16 s \| 53.186 km/h \| \| \| 9.º \| Mitchelton-Scott \| 15 min 09 s \| + 18 s \| 53.069 km/h \| \| \| 10.º \| Lotto Soudal \| 15 min 10 s \| + 19 s \| 53.011 km/h \| \| |                       |             |            |             |
| |                       |             |            |             |
| Fuente: ProCyclingStats |                       |             |            |             |
| Clasificación de la etapa |                       |             |            |             |
| Equipo | Equipo                | Tiempo      | Diferencia | Promedio    |
| 1.º | Astana                | 14 min 51 s | 0 s        | 54.141 km/h |
| 2.º | Deceuninck-Quick Step | 14 min 53 s | + 2 s      | 54.020 km/h |
| 3.º | Team Sunweb           | 14 min 56 s | + 5 s      | 53.839 km/h |
| 4.º | EF Education First    | 14 min 58 s | + 7 s      | 53.719 km/h |
| 5.º | Bora-hansgrohe        | 15 min 04 s | + 13 s     | 53.363 km/h |
| 6.º | CCC Team              | 15 min 06 s | + 15 s     | 53.245 km/h |
| 7.º | Movistar Team         | 15 min 07 s | + 16 s     | 53.186 km/h |
| 8.º | Groupama-FDJ          | 15 min 07 s | + 16 s     | 53.186 km/h |
| 9.º | Mitchelton-Scott      | 15 min 09 s | + 18 s     | 53.069 km/h |
| 10.º | Lotto Soudal          | 15 min 10 s | + 19 s     | 53.011 km/h |

## Clasificaciones al final de la etapa

### Clasificación general
| \| Clasificación general \| Clasificación general \| Clasificación general \| Clasificación general \| Clasificación general \| \| Ciclista \| Ciclista \| Equipo \| Tiempo \| \| \| --------------------- \| --------------------- \| --------------------- \| --------------------- \| --------------------- \| \| 1.º \| Miguel Ángel López \| Astana \| 14 min 51 s \| \| \| 2.º \| Dario Cataldo \| Astana \| + 0 s \| \| \| 3.º \| Jakob Fuglsang \| Astana \| + 0 s \| \| \| 4.º \| Ion Izagirre \| Astana \| + 0 s \| \| \| 5.º \| Luis León Sánchez \| Astana \| + 0 s \| \| \| 6.º \| Gorka Izagirre \| Astana \| + 0 s \| \| \| 7.º \| Philippe Gilbert \| Deceuninck-Quick Step \| + 2 s \| \| \| 8.º \| Fabio Jakobsen \| Deceuninck-Quick Step \| + 2 s \| \| \| 9.º \| Zdeněk Štybar \| Deceuninck-Quick Step \| + 2 s \| \| \| 10.º \| Maximiliano Richeze \| Deceuninck-Quick Step \| + 2 s \| \| |                     |                       |             |
| |                     |                       |             |
| Fuente: ProCyclingStats |                     |                       |             |
| Clasificación general |                     |                       |             |
| Ciclista | Ciclista            | Equipo                | Tiempo      |
| 1.º | Miguel Ángel López  | Astana                | 14 min 51 s |
| 2.º | Dario Cataldo       | Astana                | + 0 s       |
| 3.º | Jakob Fuglsang      | Astana                | + 0 s       |
| 4.º | Ion Izagirre        | Astana                | + 0 s       |
| 5.º | Luis León Sánchez   | Astana                | + 0 s       |
| 6.º | Gorka Izagirre      | Astana                | + 0 s       |
| 7.º | Philippe Gilbert    | Deceuninck-Quick Step | + 2 s       |
| 8.º | Fabio Jakobsen      | Deceuninck-Quick Step | + 2 s       |
| 9.º | Zdeněk Štybar       | Deceuninck-Quick Step | + 2 s       |
| 10.º | Maximiliano Richeze | Deceuninck-Quick Step | + 2 s       |

### Clasificación de los jóvenes
| Clasificación del mejor joven | Clasificación del mejor joven | Clasificación del mejor joven | Clasificación del mejor joven | Clasificación del mejor joven |
| Ciclista                      | Ciclista                      | Equipo                        | Tiempo                        |                               |
| ----------------------------- | ----------------------------- | ----------------------------- | ----------------------------- | ----------------------------- |
| 1.º                           | Miguel Ángel López            | Astana                        | 14 h 51 min 00 s              |                               |
| 2.º                           | Fabio Jakobsen                | Deceuninck-Quick Step         | + 2 s                         |                               |
| 3.º                           | James Knox                    | Deceuninck-Quick Step         | + 2 s                         |                               |
| 4.º                           | Rémi Cavagna                  | Deceuninck-Quick Step         | + 3 s                         |                               |
| 5.º                           | Casper Pedersen               | Team Sunweb                   | + 5 s                         |                               |
| 6.º                           | Robert Power                  | Team Sunweb                   | + 6 s                         |                               |
| 7.º                           | Hugh Carthy                   | EF Education First            | + 7 s                         |                               |
| 8.º                           | Sergio Higuita                | EF Education First            | + 7 s                         |                               |
| 9.º                           | Daniel Felipe Martínez        | EF Education First            | + 7 s                         |                               |
| 10.º                          | Gregor Mühlberger             | Bora-Hansgrohe                | + 13 s                        |                               |

### Clasificación por equipos
| Clasificación por equipos | Clasificación por equipos | Clasificación por equipos | Clasificación por equipos |
| Equipo                    | Equipo                    | Tiempo                    |                           |
| ------------------------- | ------------------------- | ------------------------- | ------------------------- |
| 1.º                       | Astana                    | 14 min 51 s               |                           |
| 2.º                       | Deceuninck-Quick Step     | + 2 s                     |                           |
| 3.º                       | Team Sunweb               | + 5 s                     |                           |
| 4.º                       | EF Education First        | + 7 s                     |                           |
| 5.º                       | Bora-hansgrohe            | + 13 s                    |                           |
| 6.º                       | CCC Team                  | + 15 s                    |                           |
| 7.º                       | Movistar Team             | + 16 s                    |                           |
| 8.º                       | Groupama-FDJ              | + 16 s                    |                           |
| 9.º                       | Mitchelton-Scott          | + 18 s                    |                           |
| 10.º                      | Lotto Soudal              | + 19 s                    |                           |

## Abandonos
Ninguno.